# Hypsauchenia subfusca
Hypsauchenia subfusca är en insektsart som beskrevs av Buckton. Hypsauchenia subfusca ingår i släktet Hypsauchenia och familjen hornstritar. Inga underarter finns listade i Catalogue of Life.